# المجلس الوطني لصندوق الضمان الاجتماعي
المجلس الوطني لصندوق الضمان الاجتماعي هو مجلس يدير صندوق تكميلي لجمهورية الصين الشعبية يستخدم في إدارة الضمان الاجتماعي.

## روابط خارجية
- قائمة تفويضات الأسهم العالمية التي تلقاها مدراء الأصول الأجانب (بالإنجليزية)